# Massoneria continentale
La massoneria continentale, detta anche massoneria liberale,, massoneria latina e massoneria adogmatica, comprende le logge massoniche, principalmente sul continente europeo, che riconoscono il Grande Oriente di Francia (GOdF) o appartengono al CLIPSAS. 

La maggioranza dei massoni appartegono a logge che riconoscono la Gran Loggia Unita d'Inghilterra e non riconoscono i massoni continentali, da loro considerati "irregolari".

## Due rami della massoneria
La massoneria ha due rami "non in pace regolare reciproca":
- la tradizione anglo-americana "regolare" di giurisdizioni, rappresentate dalla Gran Loggia Unita d'Inghilterra (UGLE), chiamate Gran Logge
- la tradizione europea "continentale" di giurisdizioni, rappresentate dal GOdF, conosciute come Grandi Orienti, con relazioni mutevoli.

Nei Paesi latini, predomina la massoneria stile-GODF o massoneria continentale europea, sebbene abbiano pure gran logge e grandi orienti in "pace regolare" con la UGLE e con la comunità globale di gran logge che intrattengono relazioni fartene con la UGLE. La maggior parte del mondo, che rappresenta il nucleo della massoneria, segue lo stile UGLE più strettamente, sebbene esistano varianti di minori rilievo.

### Storia dello scisma
Ci sono parecchie ragioni dello scisma nella massoneria, e della sua persistenza. Il primo caso di disconoscimento avvenne negli Stati Uniti poco dopo la Guerra di secessione americana. Nel 1869 il Grande Oriente di Francia (GOdF) riconobbe un gruppo massonico in Luisiana che non era riconosciuto dalla Gran Loggia di Luisiana (GLL). Questo fu visto dalla GLL come un'invasione della sua giurisdizione, e ritirò il suo riconoscimento della GOdF. Su richiesta della GLL, anche parecchie altre gran logge americane ritirarono il loro riconoscimento della GOdF. Ci sono prove che motivazioni razziali possano aver giocato un ruolo in questo disconoscimento. La GOdF aveva da poco approvato una risoluzione affermante che "né colore, razza, né religione possono rendere indegno un uomo per l'iniziazione" e la Gran Loggia di Luisiana escludeva fermamente neri e persone di razza mista. Lo scisma iniziale non fu unanime negli Stati Uniti. Molte gran logge americane continuarono a riconoscere la GOdF in pieno XX secolo.

#### Scisma del 1877
Lo scisma si ampliò quando nel 1877 il GOdF cambiò le proprie costituzioni per consentire la completa "Laïcité" religiosa. Mentre la tradizione anglo-americana da molto tempo richiedeva ai candidati di riconoscere la fede in una divinità, la GOdF tolse tale necessità, affermando che la Laïcité "impone che a tutti gli uomini siano dati, senza distinzione di classe, origine o denominazione, i mezzi per essere sé stessi, per avere la libertà di scelta, di essere responsabili della loro maturità e padroni dei loro destino." In sintesi, il GOdF ammetterebbe gli atei, ma le logge della tradizione anglo-americana no. La Gran loggia unita d'Inghilterra allora ritirò il suo riconoscimento e dichiarò "irregolare" la GOdF. Poiché altre giurisdizioni tendevano a seguire la guida della GOdF o della UGLE, lo scisma si allargò.

### Antefatto circa la fede nella divinità
C'è qualche dibattito circa il momento in cui la massoneria anglo-americana iniziò a richiedere la fede nella divinità. Potrebbe risalire ai primordi della massoneria: il Manoscritto regio, il più antico documento massonico conosciuto databile tra il 1425 e il 1250, afferma che un massone "deve ben amare Dio e la santa chiesa sempre". Le Costituzioni di James Anderson del 1723 affermano che "Un massone è obbligato dalla sua condizione, ad obbedire alla legge morale, e se comprende rettamente l'Arte, mai diverrà uno stupido ateo, né un libertino irreligioso".
La GOdF richiese la fede in Dio dal 1849 al 1877, e poi cambiò la sua posizione.
La differenze non erano limitate alla necessità del credere. Dopo i cambiamenti del 1877, il Grande Oriente eliminò dal suo rito tutti i riferimenti al Grande Architetto dell'Universo, e tolse il Volume della Legge Sacra (che in Francia era la Bibbia) dal proprio rituale. Questi elementi erano presenti nella massoneria francese prima del 1849.

### Discussione politica nelle logge
Un'altra differenza tra massoneria continentale e anglo-americana è che nelle logge che seguono la tradizione continentale la discussione politica è consentita, mentre è severamente esclusa nella tradizione anglo-americana.

## Relazione con la Chiesa cattolica
La massoneria continentale si è concentrata nei Paesi tradizionalmente cattolici ed è stata vista dai critici cattolici come uno sfogo per la disaffezione anticattolica. Molti regimi particolarmente anticlericali in Paesi tradizionalmente cattolici erano percepiti come fortemente collegati alla massoneria.
La Catholic Encyclopaedia del 1913 attribuì la Rivoluzione francese e la relativa persecuzione della Chiesa alla massoneria, citando un'affermazione contenuta in un documento proveniente dal Grand Orient de France. La Encyclopaedia vedeva la massoneria come la forza principale dell'anticlericalismo francese dal 1877 in poi, citando ancora documenti ufficiali della massoneria francese per sostenere la sua affermazione. Secondo uno storico, l'ostilità massonica continuò anche all'inizio del ventesimo secolo con l'Affaire des fiches e, secondo la Catholic Encyclopaedia, la legge di separazione tra Stato e Chiese del 1905 può essere attribuita al Grand Orient de France, fondandosi su documenti massonici.  
In Italia, la Chiesa collegò la società segreta anticlericale e e nazionalista, la carboneria, alla massoneria e attribuì alla massoneria la piega anticlericale presa dal Risorgimento. Negli anni 1890 la Chiesa avrebbe giustificato i propri appelli ai cattolici ad evitare accordi con lo Stato, richiamandosi alla supposta natura "massonica" dello Stato.
Anche la massoneria messicana è stata considerata seguace del modello della massoneria continentale in altri Paesi di lingua neolatina, vista come sempre più anticlericale durante il diciannovesimo secolo, in particolare perché adottò il sistema di gradi del rito scozzese creato da Albert Pike, che la Chiesa cattolica vedeva come anticlericale.
Ancora nel 2005, il presidente della Unione di fratellanze professionali cattoliche di Spagna attribuì le misure anticlericali del governo socialista ad una "tremenda crociata della massoneria contro la Chiesa".
I massoni collegati al ramo maggioritario della massoneria, affiliati alla Gran Loggia d'Inghilterra e alle 51 gran logge USA, hanno spesso asserito che l'anticlericalismo del ramo continentale della massoneria sia una "deviazione" dalla retta massoneria.

## Massoneria continentale nel mondo
Esistono logge di stile continentale nella maggior parte del mondo. In alcuni Paesi sono la variante più diffusa di massoneria, in altri sono una distinta minoranza. 

### America latina
Lungo il Centro e il Sudamerica, esistono sia giurisdizioni continentali sia anglo-americane ma prevalgono i grandi orienti di stile continentale. In Brasile, per esempio, il corpo massonico più grande e più antico, il Grande Oriente do Brasil è riconosciuto dalle giurisdizioni anglo-americane.
In molti Paesi lo scisma massonico ha rispecchiato le divisioni politiche. Si dice che la rivalità tra le due fazioni massoniche messicane abbia contribuito alla guerra civile messicana.

### Europa continentale

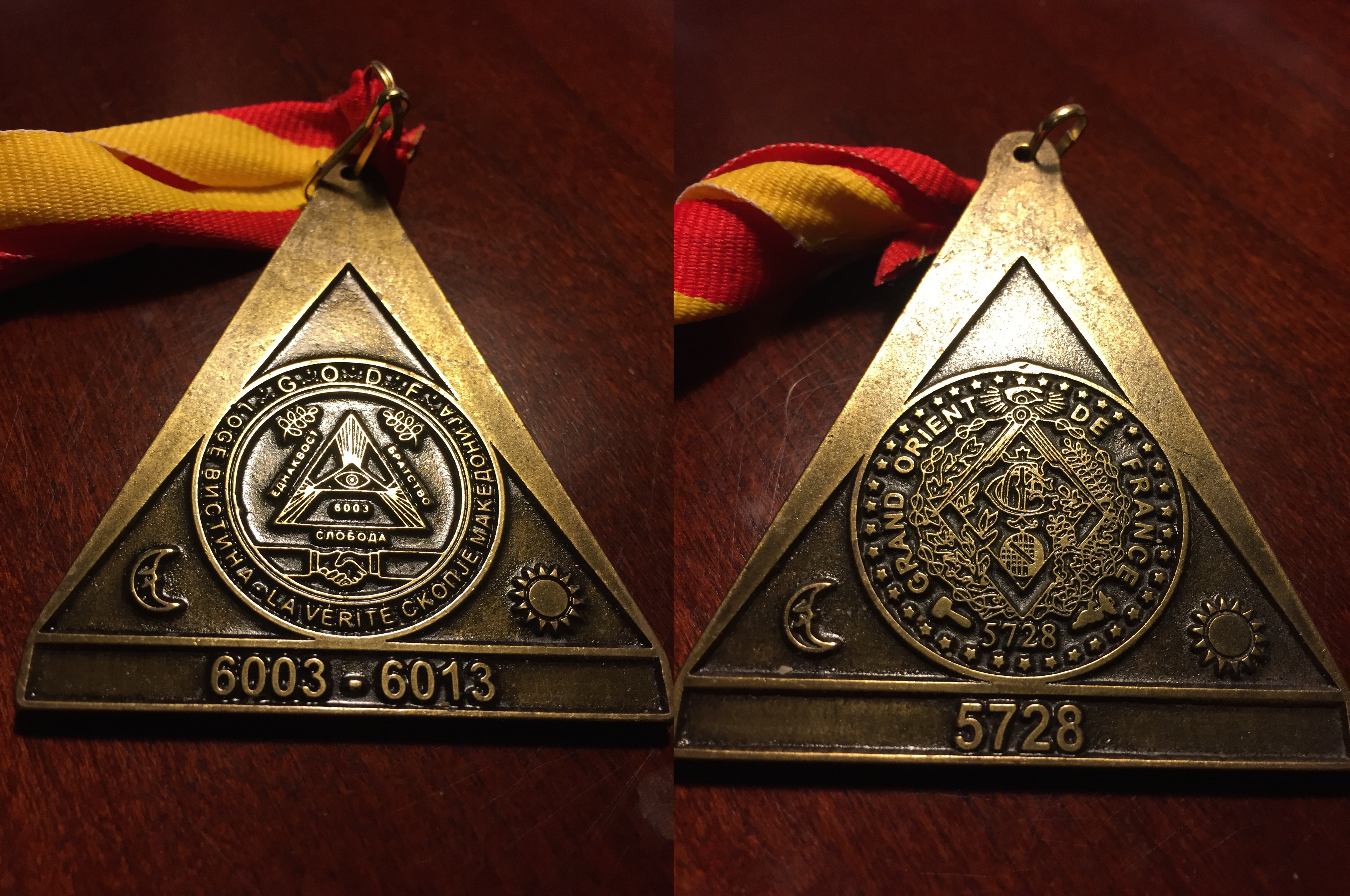
Un medaglione massonico proveniente dalla loggia "Vistina – La Verite" di Skopje, the Macedonia del Nord. La loggia è nella giurisdizione del Grande Oriente di Francia.

#### Francia
La massoneria di stile continentale ebbe origine in Francia e rimane la presenza più grande in quel Paese. Il Grand Orient de France è la più grande giurisdizione massonica e la Grande Loge de France (sempre di tradizione continentale) è la seconda per affiliazioni. Il terzo più grande corpo massonico è la Grande Loge Nationale Française, di stile anglo-americano.La prima obbedienza che nacque mista fu il  Le Droit Humain con la sua prima loggia nel 1893 e che per statuto nasce come "ordine massonico misto internazionale" organizzato in federazioni nazionali. 

#### Altri Paesi europei
La massoneria di stile continentale è prevalente in Belgio, Italia, Portogallo e Spagna, anche se esistono corpi rivali che seguono la tradizione anglo-americana. È presente, ma non maggioritaria, nella gran parte dei Paesi europei. Negli Stati tedeschi, predominano il rito angloamericano e il Rito svedese.

### Nord America
Sebbene esistano organizzazioni di stile continentale, sono una piccola minoranza in Nord America.
Queste organizzazioni, spesso appartenenti a gruppi come il CLIPSAS, non sono riconosciute dalle gran logge che formano la massoneria anglo-americana, né dai loro equivalenti nella massoneria Prince Hall. 
La Gran Loggia delle donne del Belgio (GLFB o WGLB), la Gral Loggia femminile di Francia e la Gran Loggia femminile di Francia hanno anche logge liberali in Nord America.
Ci sono gruppi indipendenti, come la George Washington Union (GWU), la Omega Grand Lodge of the State of New York, e Le Droit Humain (LDH), che appartengono alla tradizione continentale europea.

### Africa
La massoneria continentale esiste nella gran parte delle zone francofone. Tendenzialmente deriva dagli ex coloni francesi e belgi. Leader africani quali Omar Bongo del Gabon e Pascal Lissouba della Repubblica del Congo appartengono a logge massoniche.